# Езеро
 Тази статия е за вида водоем.  За селото в България вижте Езеро (село).  
Езерце пренасочва насам.  За езерната група в Албания вижте Езерца.
Езерото е воден басейн, който за разлика от моретата е разположен във вътрешността на сушата и за разлика от реките има забавен водообмен, дължащ се главно на ветровите вълнения и вътрешните езерни течения. Езерата заемат котловинни понижения на релефа, като обикновено се свързват със Световния океан чрез изтичащи от тях реки и протоци. Изключение правят само безотточните и някои крайбрежни езера.
Най-голямото езеро в света е Каспийско море, а най-дълбоко – езерото Байкал в Сибир. Езерата могат да бъдат и изкуствено създадени съоръжения, наричани язовири.

## Географско разпространение на езерата
Езерата заемат около 2% от площта на сушата. Те се срещат навсякъде и при всички физикогеографски условия. Въпреки това тяхното разпространение е твърде неравномерно. В онези райони на Европа, които са били засегнати от кватернерните заледявания, езерата заемат 4% от сушата, а във Финландия е известна като Страна на хилядите езера те са около 188 хиляди и заемат 15% от нейната територия. Щатът Минесота (САЩ) е известен като Земя на десетте хиляди езера (там те са около 11 хиляди), в Беларус има около 10 800 езера. Около 60% от езерата в света са разположени в Канада.

## Видове езера

### Според начина на образуване
Според начина си на образуване езерата се делят на два вида:
- тектонски – образувани са от действието на вътрешните земни сили чрез хлътване на част от земната повърхност. Такива езера са: Байкал, Танганика, Малави, Титикака, Мъртво море и др.
- екзогенни – образувани са от действието на външните земни сили. От своя страна екзогенните езера се делят на:
  - Крайбрежни езера – те биват два вида: лагуни – преграден с пясъчна коса морски залив, и лимани – удавено речно устие, преградено с пясъчна коса. В България най-известната лагуна се намира в Поморие, тя е преградена с двойна пясъчна коса, а най-известните лимани са Бургаското езеро и Мандренското езеро.
  - Ледникови езера – образувани са през неозоя в епохата на плейстоценското залезяване, когато ледниците от високите планини се спускат надолу и оформят легеноподобни образувания, заградени от трите страни със скали, а от четвъртата ледникът изтича. След стопяването на ледниците тези форми се запълват с вода и се образуват езера. Формата на легеноподобните образувания се нарича циркус, скалите, които стърчат отстрани – карлинги, а мястото, откъдето е изтичал ледникът – ригел. Ледникови езера има в големи планини като Рила, Пирин, Алпи и Хималаи.
  - Крайречни езера – образуват се в близост до реките. Когато дадена река изостави част от ръкава си и формира ново речно корито, старият ръкав се превръща в крайречно езеро, наречено „старица“. Това явление се наблюдава най-често при меандриране на реката. Най-известното крайречно езеро в България е Сребърна.
  - Свлачищни езера – образуват се при свличане на скален материал. Между свлечения материал и планината се образува негативна земна форма, която се запълва с вода и се образува свлачищно езеро. Тези езера се характеризират с малка дълбочина и впоследствие много от тях се превръщат в блата. В България свалищни езера са Смолянските езера.
  - Карстови езера – образувани в карстови терени, такова е езерото Биляковец в област Габрово.
  - Изкуствени езера (язовири) – създават се изкуствено от човека чрез изграждане на язовирни стени. Използват се за осигуряване на питейна вода на населението и вода за поливане в селското стопанство.[1]

### Според начина на оттичане
Според начина си на оттичане езерата се делят на следните видове:
- отточни – езеро, от което води началото си река, вливаща се в море или океан. Такива езера са: Женевско, Ладожко, Онежко езеро и др.
- безотточни – езера, в които се вливат реки, а загубата на вода е от изпарение. Такива езера са: Каспийско море, Аралско море, Мъртво море, езерото Чад и др.
- проточни – езера, в които се вливат реки и от които се изтичат реки.

Съществуват и езера със скрит отток (най-вече подземен) и езера с временен отток (само по време на пълноводие).

### Според формата
Формата на езерата зависят от формата на котловината, в която са се образували.
- Кръгли езера – такива са образуваните в кратерите на някои изгаснали вулкани и повечето от карстовите езера.
- Продълговати езера – такива са предимно тектонските езера (Байкал, Танганика, Малави, Титикака, Мъртво море и др.) и повечето от долинните езера (Лаго ди Комо, Лаго Маджоре и др.). Към продълговатите езера спадат и крайречните езера-старици, които обикновено са със сърповидна форма.
- Езера с неправилна форма – такива са повечето от езерата в света, в т.ч. и повечето от Изкуствените езера (язовири). Техните брегове са силно разчленени, с множество заливи, полуострови и острови. Това са предимно моренните (глациалните) езера в Канада, Финландия, Мазурските езера в Полша и др.[1]

## Баланс на езерните води
За да се образува езеро в дадена котловина или „старица“ е необходимо вливащата се в това място вода да превъзхожда количеството на изпаряващата се вода. По-важните причини, от които зависи количеството на езерните води са: годишното количество на валежите, изпарението, геоложкия строеж и петрографския състав на мястото, почвите, режимът на подпочвените води, околния релеф, растителната покривка и др. от това следва, че в различните климатични пояси и при различните физикогеографски условия приходът и разходът на езерните води ще бъде съвършено различен. Езерните води се набират от валежите, от повърхнотечащите и от подпочвените води. Разходът се дължи на изпарението, на попиването в почвата, на подземното и повъхностното оттичане на водите. Съотношението между прихода и разхода на водите в едно езеро се нарича приходно-разходен воден баланс на езерото. Тъй като е почти невъзможно пресмятането на подземния приход или разход на вода, е прието този елемент от баланса да се смята за 0. Всяко нарушение на едната половина на баланса причинява изменение във водното ниво. При увеличаване на прихода, нивото на езерото се повишава, а при увеличаване на разхода – се понижава. В много езера се наблюдава сериозно, непериодично и вековно колебание на нивата им. Причината за вековните колебания се дължи на измененията на климата е на тектонските движения. Установено е, че от 1930 г. нивото на Каспийско море се е понижило с около 2 m. Вследствие на това площта му е намаляла с 23 660 km². Причина за това понижение е и намаленият приток на вода от река Волга. Още по драстичен е случаят с Аралско море, което понастоящем е почти изчезнало.

## Физични свойства и състав на езерните води
По-важните физични свойства на езерните води са прозрачност, цвят на водата, термични свойства и др.
Прозрачността на водата зависи преди всичко от външните примеси, които се съдържат в нея (мътилка), и от нейното спокойствие (развълнуваната вода около брега е с намалена прозрачност). Най-прозрачни са водите на езерото Байкал (до 40 m дълбочина).
Езерата обикновено имат синкав цвят. Някои примеси и преди всичко някои органични вещества ѝ придават зеленикав или жълтеникав цвят. Цветът на небето, отражението на бреговете и други фактори също влияят върху цвета на езерната вода.
По време на денонощието, или на годината езерната вода получава и изразходва слънчева топлина. Съотношението между количеството топлина, което езерната вода получава и изразходва се нарича топлинен баланс на езерната вода. Определянето на топлинния баланс на езерата има голямо значение при изучаване на климатичното им влияние върху близката околност. Водата има най-голяма плътност при температура 4°С. При по-висока температура най-плътния слой на водата се разполага в дълбочина, а отгоре се настанява воден пласт с по-висока температура. Това разположение на водните пластове с различна температура, която се понижава към дъното се нарича нормална термична стратификация. При понижаване на температурата на водата под 4°С тя става по-лека и се издига на повърхността, а водата с температура на 4°С като по-тежка остава в дълбочина. В такъв случай имаме обратна стратификация на водата. Езерата в умерения климат имат вода с междинна стратификация, езерата в областите с топъл климат имат нормална стратификация, а езерата в полярните райони имат обратна стратификация.
Езерните води като естествени води не са химически чисти. В тях винаги има примесени органични и неорганични частици или разтворени соли и минерали. Химичният състав на езерните води зависи от климатичните условия, от околните скали, от режима на подпочвените води и др. Съдържанието на соли зависи и от водния баланс на езерото. Ако езерото е безотточно, неговият химичен състав се обогатява непрекъснато от солите на водите, които се вливат в него. Различават се пресноводни, полусолени и соленоводни (осолени) езера. Солените езера се срещат главно в пустинните и полупустинните области. Техните води съдържат повече от 25‰ соли. Полусолените езера съдържат от 1 до 25‰ соли, а пресноводните – по-малко от 1‰. Най-соленото езеро на Земята е Мъртво море – 278‰.

## Органичен живот
Повечето от езерата се отличават с богата флора и фауна. Растителността е развита главно по крайбрежията на езерата – докъм 2 – 3 m дълбочина. По-навътре се срещат главно представители на животинския свят, въпреки че голяма част от тях също предпочитат плитките места. В северните райони по-висшата езерна растителност (тръстика, водни лилии и др.) се замества от мъх (главно торфен), а птиците се появяват само през топлите месеци на годината.

## Движение на езерните води
Различават се три вида движения на езерните води: езерни течения – водните частици се преместват в хоризонтално направление; езерни вълни – водните частици се колебаят (люлеят се), без да се придвижват; приливи и отливи – те се дължат на лунното притегляне и се наблюдават само при най-големите езера, но тези колебания не са много големи. Вълнообразните движения засягат повърхния слой на водата докъм 9 m дълбочина. В езерото Байкал са наблюдавани вълни високи до 5 – 6 m. Теченията се дължат на ветровете, на влиянието на многоводни реки, на различна температура, на солеността и др. Понякога в по-големите езера се наблюдават особен вид движения на водата – докато в единия край на езерото се наблюдава понижение на водното ниво, в другия край има повишение. Тези движения, които наподобяват колебанията на везните, се дължат на рязкото изменение на атмосферното налягане в единия край на езерото (например при приближаване на дълбок циклон). Тези колебания се наричат сейши или стоящи вълни. В Женевското езеро се наблюдават стоящи вълни с височина от 0,2 до 2 m.

## Езерни наслаги
По дъното на езерните котловини съществува непрекъснато отлагане на материали било донесени от реките, било от разрушаването на бреговете. Освен това се отлагат и органични наслаги (черупки, скелети, коренища и др.). В резултат на това с течение на времето езерото става все по-плитко и по-плитко, а неговото дъно – плоско. В някои езерни котловини се отлагат и много соли. По този начин с течение на векове и хилядолетия езерната котловина може съвсем да се запълни и езерото да изчезне.

## Развитие (стадии) на езерата
Езерата възникват, съществуват, развиват се и изчезват в зависимост от околните физикогеографски условия. В резултат от дейността на прибоя, наносите на реките, на органичния живот, на химичното съдържание на водата и т.н. котловината на езерото постепенно се запълва с наслаги, става по-плитка и накрая се превръща в блато. Следователно в своя живот всяко езеро преживява известни периоди на развитие, докато най-после престарее и „умре“. Различават се четири основни стадия в развитието на езерата: 1) младенчески стадий – първоначалното състояние на езерната котловина; 2) стадий на зрелост – крайбрежието е достатъчно измоделирано от прибоя, плажът е добре развит, в устията на реките са се образували делти, но самото дъно още не е изравнено от наслаги; 3) стадий на старост – дъното вече е изравнено от наноси, наоколо са се натрупали насипи от разрушения бряг, а близо до брега се е развила водна растителност; 4) стадий на замиране – наслагите са толкова много, че езерото става плитко, а растителността го покрива почти изцяло. В непродължително време подводната растителност преминава в надводна и езерото се превръща в блато. Такова развитие обаче не настъпва при всички езера. Има случаи, когато водите на езерото бързо прорязват единия край на котловината и се оттичат по-рано. В такъв случай на мястото на езерото остава изсушена котловина, в ниската част на която тече река, която събира водите на реките, които преди това са се вливали в езерото. Такива пресушени езерни котловини са срещат на много места в югозападната част на България (по долината на река Струма, в Софийското поле и др.).

## Големи езера
- Каспийско море
- Виктория (езеро)
- Големите езера
- Аралско море
- Танганика
- Байкал
- Ладожко езеро
- Балхаш